# Citypark
El Citypark, originalment Centene Stadium, és un estadi de futbol de la ciutat de Saint Louis, Missouri. És la seu del St. Louis City SC, equip de la Major League Soccer (MLS). L'estadi va tenir el seu primer partit internacional el 16 de novembre del 2022, quan l'equip local es va enfrontar al Bayer Leverkusen en un amistós internacional.

## Història
Al febrer de 2016, l'MLS va començar la cerca d'un lloc en el centre de la ciutat per a ubicar un estadi específic de futbol. Una de les ubicacions havia estat prèviament destinada a un estadi per als St. Louis Rams abans que l'equip de futbol es mudés de retorn a Los Angeles.